# Лопатино (Могилёвская область)
Лопатино (бел. Лапаціна) — деревня в Мстиславском районе Могилёвской области Белоруссии. Входит в состав Мушинского сельсовета.

## География
Деревня находится в северо-восточной части Могилёвской области, в пределах Оршанско-Могилёвской равнины, на правом берегу реки Белая Натопа, на расстоянии примерно 13 километров (по прямой) к юго-западу от Мстиславля, административного центра района. Абсолютная высота — 177 метров над уровнем моря.

## История
В 1647 году упоминается как имение Лопатин в составе Мстиславского воеводства Великого княжества Литовского.
Согласно «Списку населенных мест Могилёвской губернии» 1910 года издания населённый пункт входил в состав Лопатинского сельского общества Малятичской волости Чериковского уезда Могилёвской губернии. В деревне имелось 55 дворов и проживало 324 человека (161 мужчина и 163 женщины).

## Население
По данным переписи 2009 года, в деревне проживало 47 человек.